# Мухаммад Рахим-хан II
Муха́ммад Рахи́м-хан II (1845—1910) — одиннадцатый правитель из узбекской династии кунгратов в Хивинском ханстве, годы правления 1864—1910.

## Биография

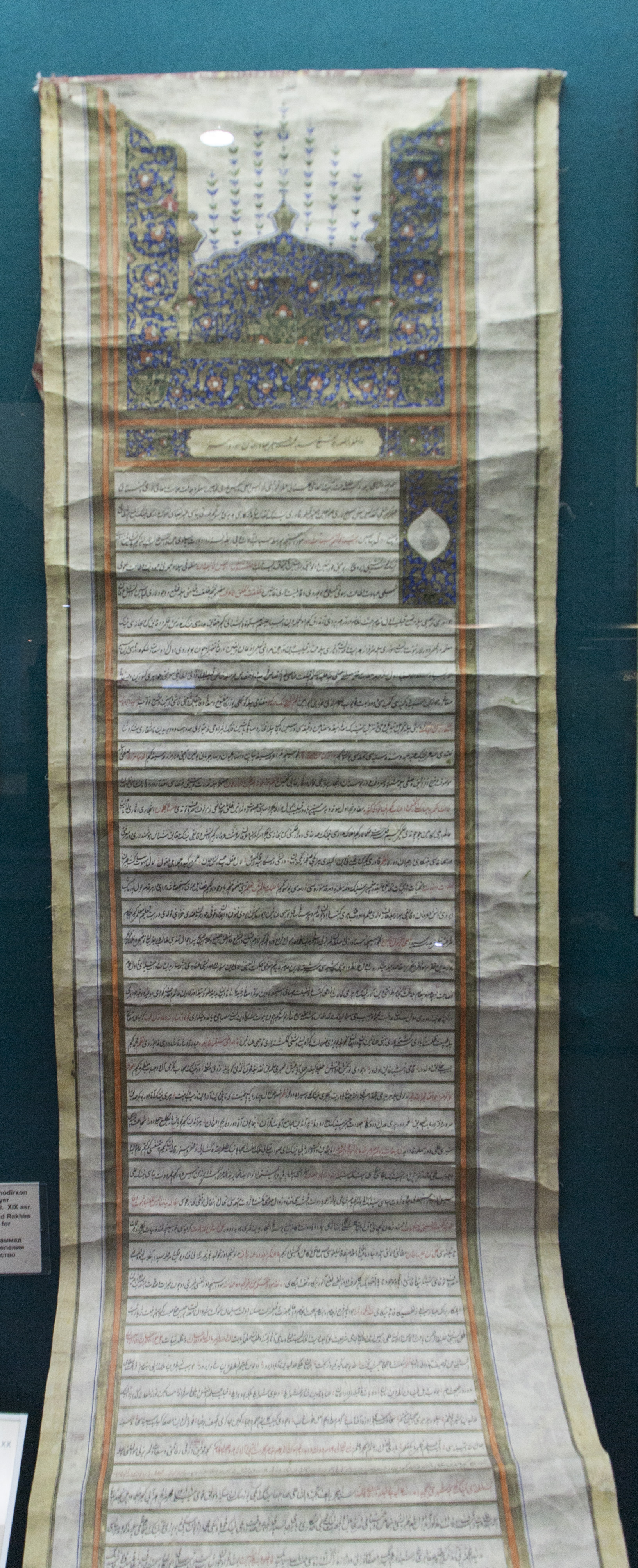
Указ Мухаммад Рахим-хана II

В 1864 году после смерти своего отца — Саид Мухаммад-хана к власти пришел Мухаммад Рахим-хан II.
Он был образованным правителем, в юности учился в медресе Араб Мухаммад-хана в Хиве. Одним из его учителей был выдающийся узбекский поэт, историк Агахи.
При правлении Мухаммад Рахим-хан II поддерживались дипломатические отношения с Россией, Османской империей, Ираном, Афганистаном.
Мухаммад Рахим-хан II был последним независимым ханом Хорезма. В 1873 году, несмотря на сопротивление, ханство оказалось под протекторатом России. С 1896 генерал-лейтенант, с 1904 генерал от кавалерии. Император Николай II в 1902 году даровал хану титул «Светлости».

## Политика в области культуры

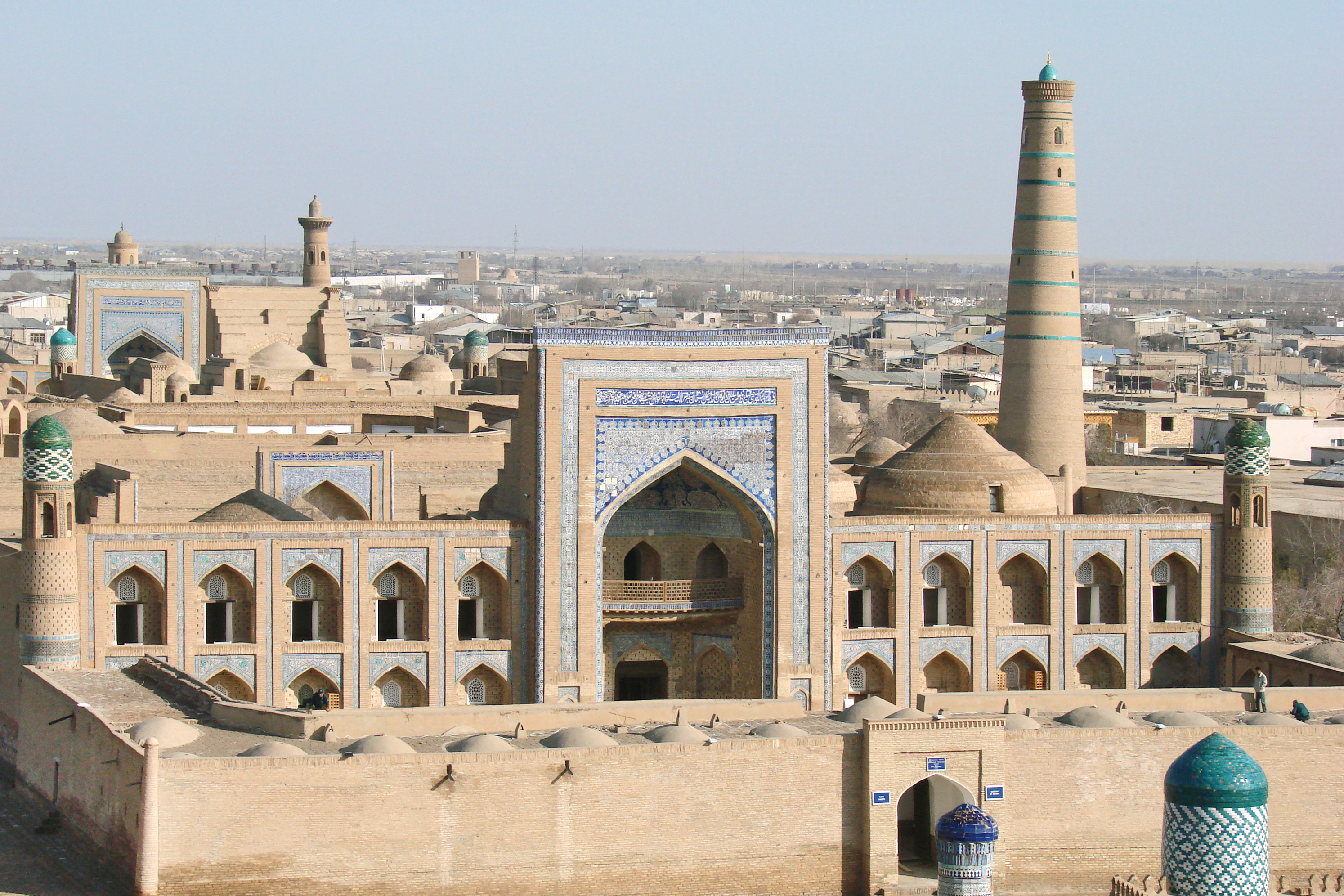
Медресе Мухаммад Рахим-хана II

Среди представителей узбекской династии Кунграт Мухаммад Рахим-хан II был выдающимся. При этом в Хорезме ещё до его правления существовали культурные традиции: переводились произведения, переписывались рукописи и создавались различные библиотеки.
Мухаммад Рахим-хан II был просвещённым монархом, известным поэтом и композитором. Он стремился усовершенствовать свою придворную среду именно через культурные достижения. Совершенствование придворной культуры и создание максимально большого количества поэтических опусов и культурных ценностей при своём дворе и было той целю, к которому Мухаммад Рахим-хан II стремился. Мухаммад Рахим-хан II даже сочинял музыку, а также стремился, чтобы его вечера музыки соответствовали высокому уровню музыкального искусства и именно при нём в Хорезме впервые была создана нотная запись музыки. Музыкальное оформление вечеров при дворе Мухаммад Рахим-хана II имело свою почву и культурные традиции в истории региона. Существовали и такие сферы культуры, где Мухаммад Рахим-хан II охотно воспринимал новшества.
При дворе Мухаммад Рахим-хана II поэтическим творчеством начали заниматься десятки интеллектуалов, которые одновременно сочетали в себе поэтов, каллиграфов, переводчиков, историков и что более 30 поэтов писали поэтические произведения. Он возглавлял их, и даже сам писал стихи под поэтическим псевдонимом Фируз. При этом он во многом подражал творчеству Алишера Навои. Все его окружение писало на староузбекском языке и также подражало творчеству Навои. Почти каждый из его придворных поэтов создал свои поэтические сборники (диван). Создание дивана являлось показателем того, что поэт достиг мастерства, стал зрелым мастером. Это тоже было важным фактором для Мухаммад Рахим-хана II, который заботился об усилении и улучшении своей придворной поэтической среды. Дворцовый поэт Камил Хорезми писал, что при Мухаммад Рахим-хане II поэты были удостоены должного внимания.
Поэт Агахи в своём историческом произведении «Шахид ал-икбал» (Свидетель счастья) писал о первых годах правления Мухаммада Рахим-хана II. Он утверждает, что Мухаммад Рахим-хан II много времени посвящал беседам с учёными; на этих событиях они вели дебаты по религиозным вопросам, читали исторические и поэтические произведения; поэты читали свои стихи, восхваляющие правителя … Именно в этом этот период Мухаммад Рахим-хан начал писать стихи.
По приказу Мухаммад Рахим-хана II началось переписывание 1000 рукописей, а более 100 знаменитые исторические и художественные произведения Востока переводились на староузбекский язык. Продолжались и оттачивались средневековые ценности культуры. При нём были составлены придворные поэтические антологии: «Маджма-йи шуара-йи Фируз-шахи», «Мухаммасат-и маджма-йи шуарайи Фируз-шахи» и «Хафт шуара-йи Фируз-шахи».
О хане положительно отзывался посетивший хивинский дворец в 1908 году учёный-тюрколог А. Н. Самойлович (1880—1938):
Ныне ханствующий Сеид-Мухаммед-Рахим II — просвещённый покровитель хивинской науки и искусства, проявил полную готовность содействовать научному изучению его страны и открыл мне доступ также и к своим собственным, личным книжным сокровищам.
Одним из основных образцов-идеалов Мухаммад Рахим-хан II выбрал период поздних Тимуридов — эпоха правления Хусайна Байкары (1469—1506), когда культура в Герате достигла наивысшего уровня. Развивались архитектура, прикладные виды искусства, каллиграфия, книжное дело. Интерес к культурному наследию Тимуридов (1370—1405) и проявился в подражании культурным моделям той эпохи. Такое стремление можно также обнаружить в подражании таким личностям эпохи Тимуридов, например, таким, как Хусайн Байкара и придворный поэт Алишер Навои (1141—1501). Поэзия хорезмского двора в начале XX века всё ещё продолжала традиции поэзии Алишера Навои — традиции эпохи средних веков, золотого века староузбекской литературы. Этот факт отмечали А. Н. Самойлович и глава хорезмских поэтов Ахмад Табиби.
Мухаммад Рахим-хан II, как и любой другой правитель мусульманского востока, стремился быть покровителем шариата. По утверждению историка Хорезмского двора поэта Мухаммада Юсуфа Баяни при нём в городе Хиве было построено более пятнадцати мечетей и медресе. Одно из медресе было построено на его личные средства и было названо в его честь — Медресе Мухаммад Рахим-хана II. В эти годы историк Агахи писал историю Хорезма. В числе известных людей Хорезма был композитор, каллиграф, живописец Камил Хорезми (1825—1899).
Архив хивинских ханов при правлении Мухаммад Рахим-хана, в 1873 году был вывезен в Санкт-Петербург, где он позже был обнаружен П. П. Ивановым.
В 1874 году, при покровительстве Мухаммад Рахим-хана II в Хорезме Атаджаном Абдаловым было организовано первая в Средней Азии типография для печатания литографических книг. Одним из первых книг, опубликованных в ней, были «Хамса» Алишера Навои и «Диван» поэта Муниса и другие.

## Смерть
В 1910 году Мухаммад Рахим-хан II скончался и к власти в государстве пришел его сын Асфандияр-хан (1910—1918).

## Награды
- Орден Святой Анны I степени с бриллиантами (1883)[3];
- Орден Белого Орла (1891);
- Бриллиантовый вензель Его Императорского Величества Николая II (1896);
- Орден Святого Александра Невского (1900);
- Портрет Императора Николая II c бриллиантами (1905);
- Бриллиантовые знаки к Ордену Святого Александра Невского (1907);
- Орден Святого Владимира I степени (1908);

## Галерея

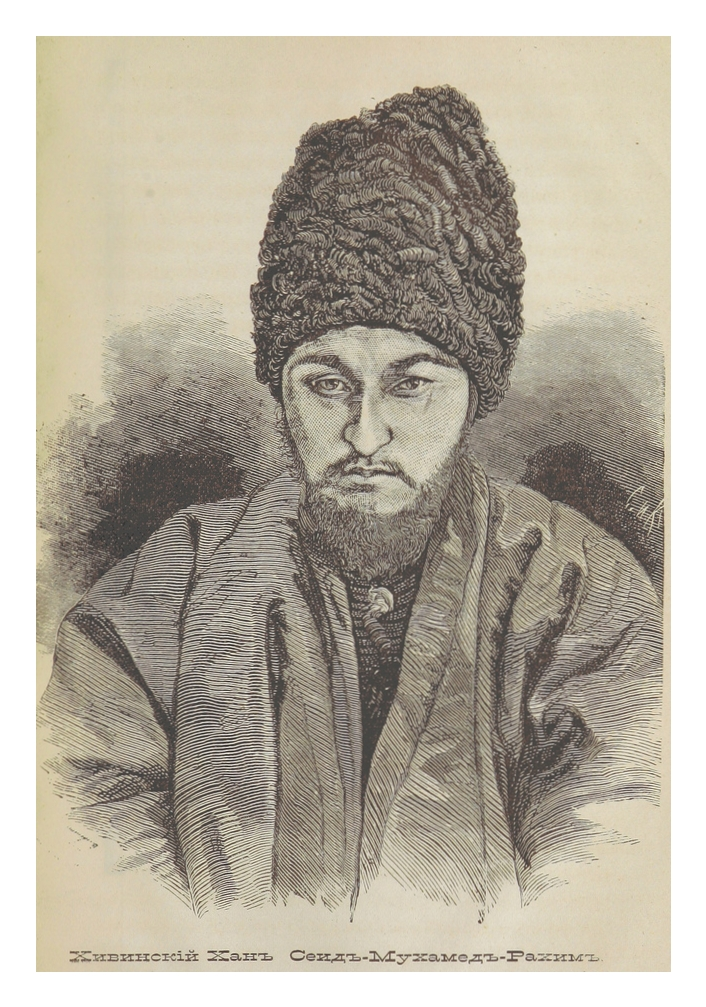
Портрет Мухаммад Рахим-хана II Хребтов А. Н. 1875 год
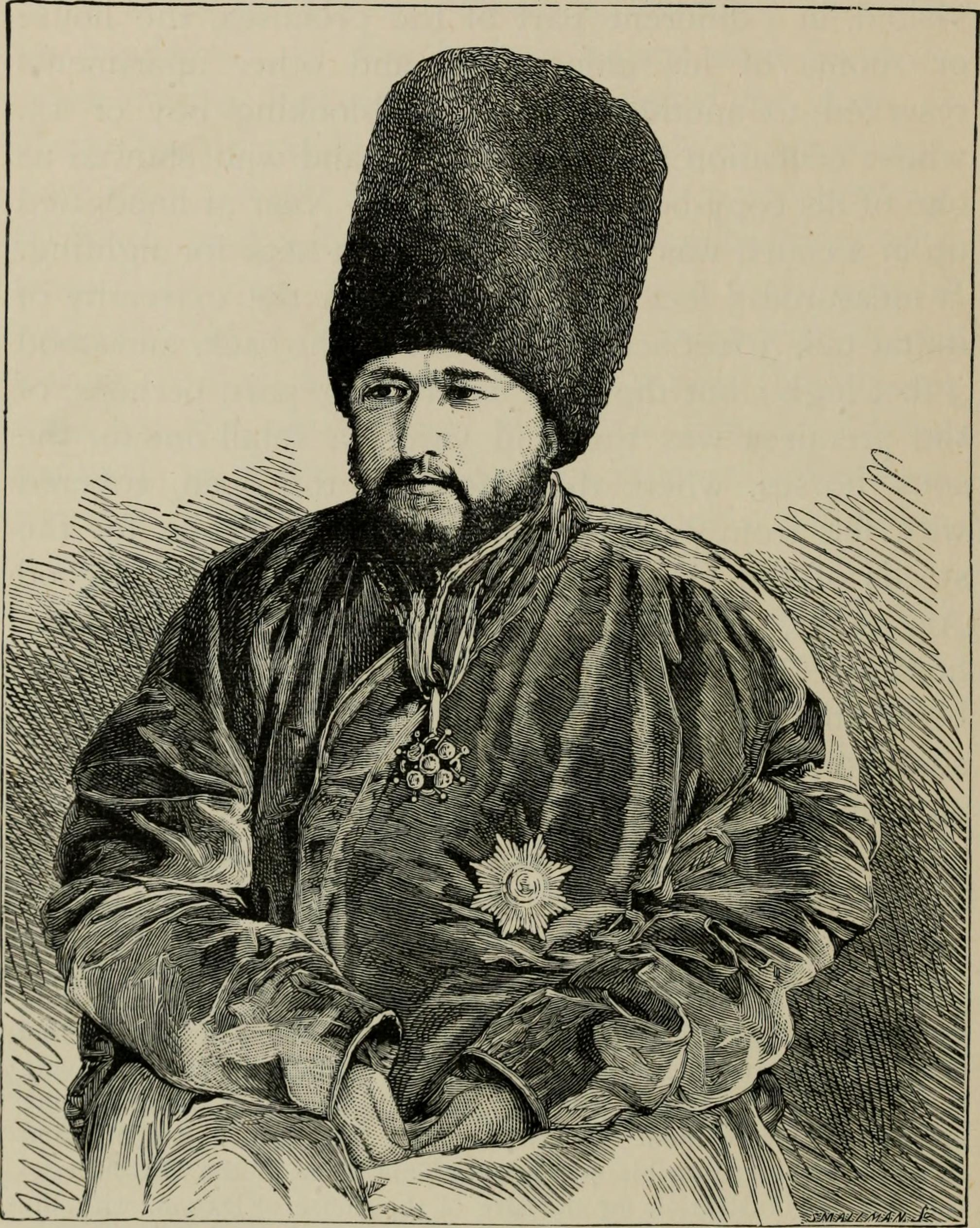
Портрет Мухаммад Рахим-хана II, 1885 год
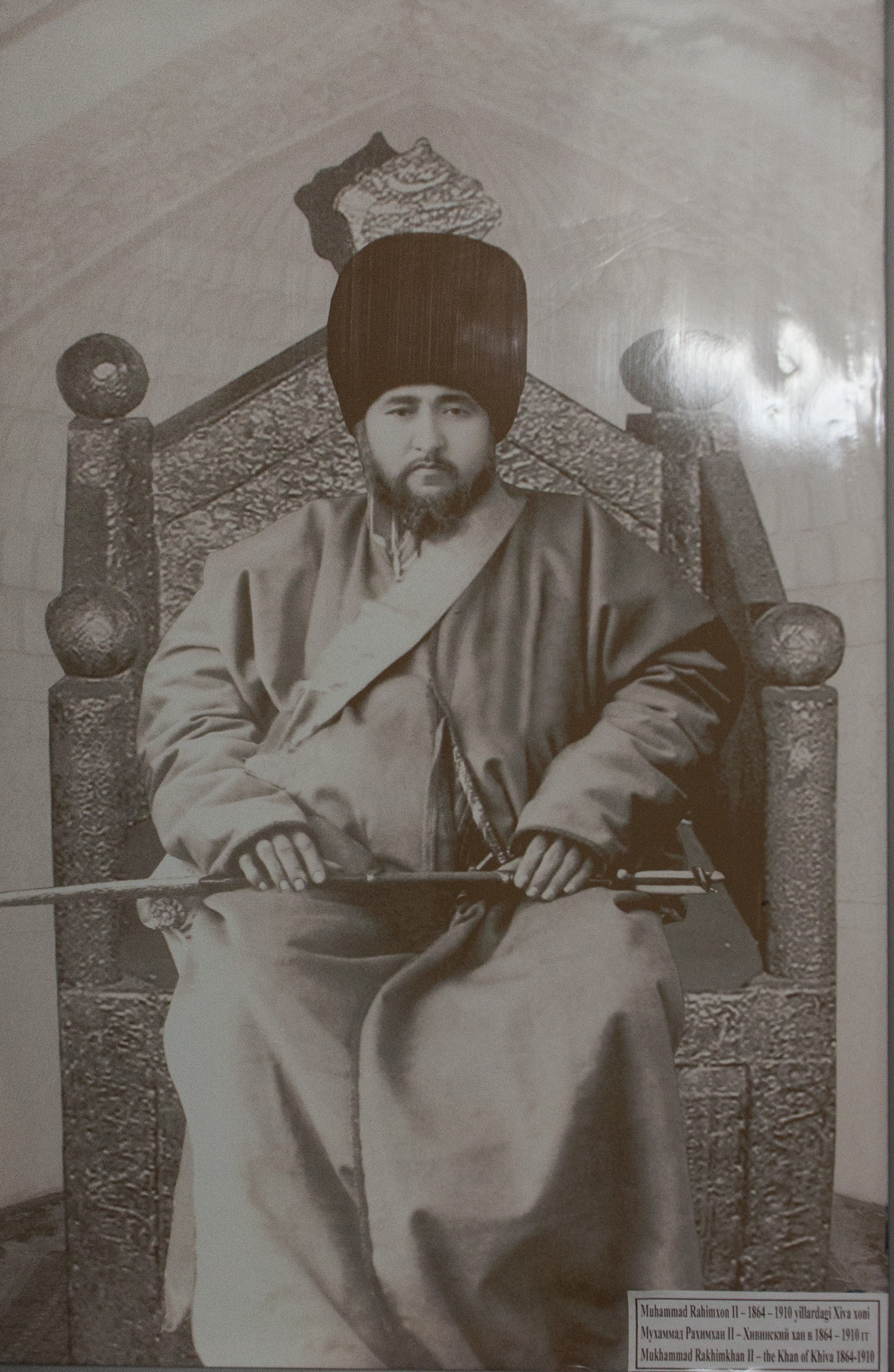
Мухаммад Рахим-хан II на троне
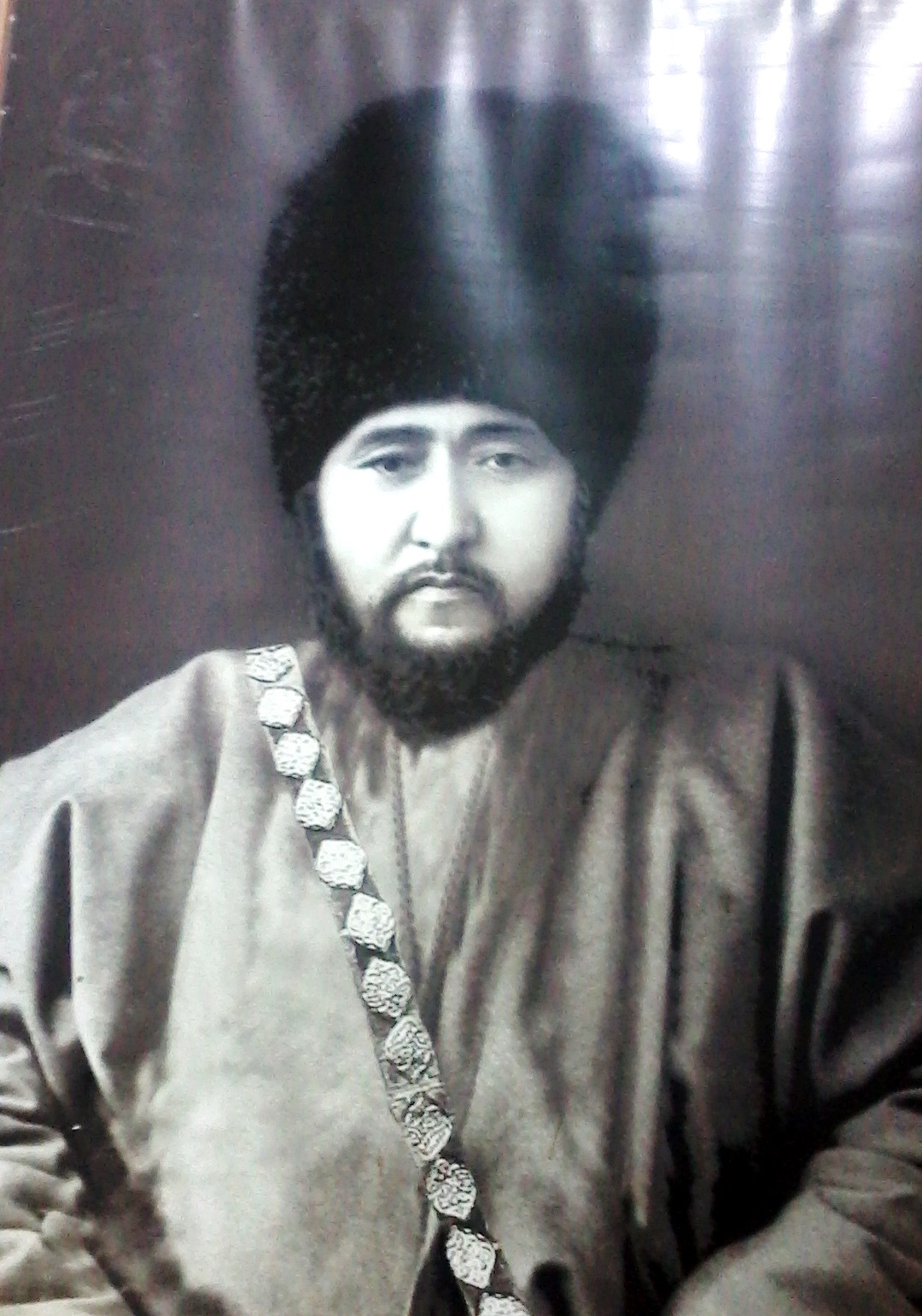
Портрет Мухаммад Рахим-хана II
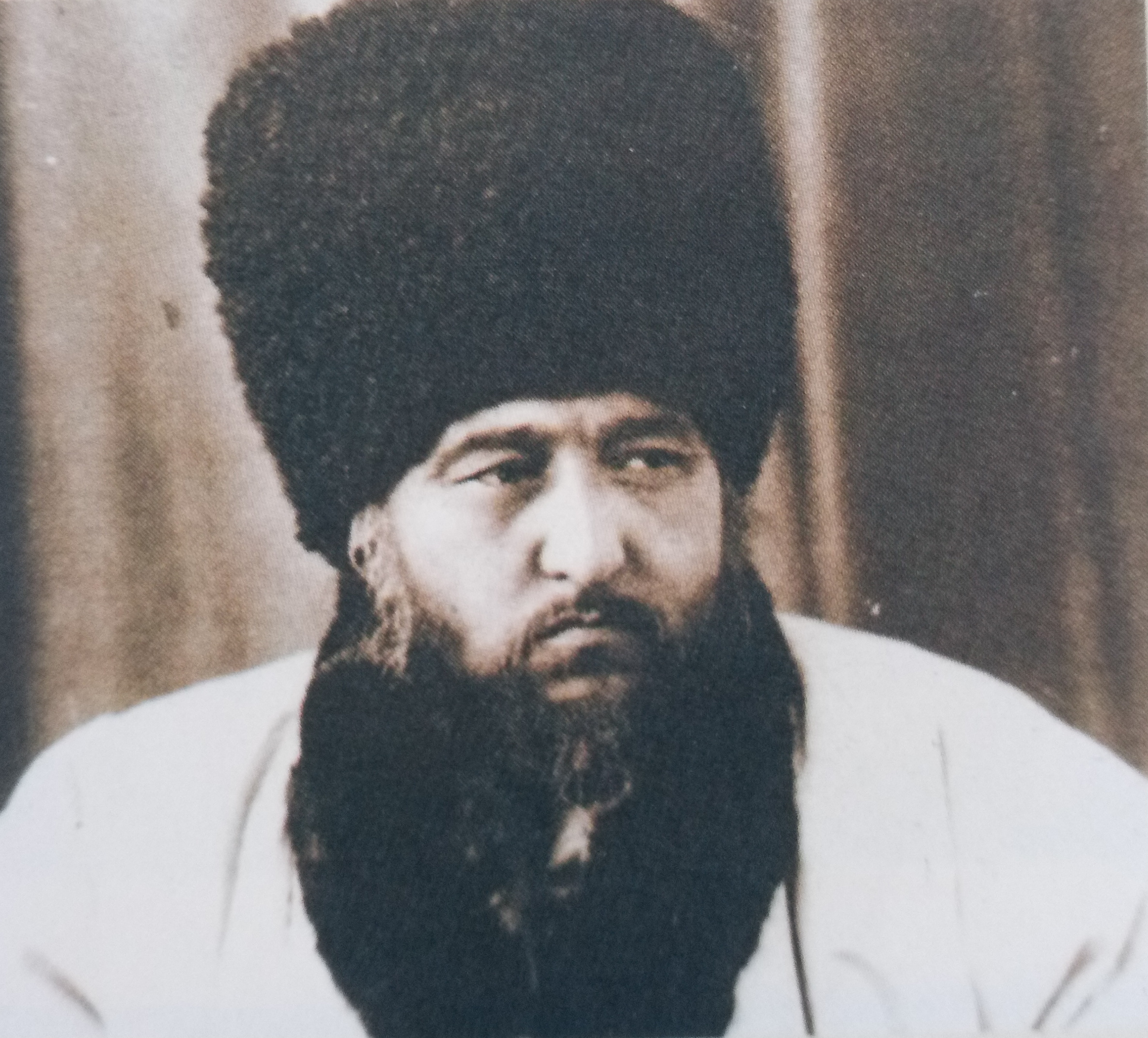
Портрет Мухаммад Рахим-хана II